# پلیگون
پُلیگون (به روسی: Полигон، Polygon)، به معنی «محدودهٔ تیر»، پویانمایی کوتاهی در ژانر علمی–تخیلی است که در سال ۱۹۷۷ در شوروی ساخته شد و موضوعی ضدجنگ دارد.

## داستان
داستان آن از یکی از کتاب‌های سور گانسوفسکی الهام گرفته‌است.
داستان آن درباره دانشمندی است پسرش را در جنگ از دست داده و تانکی ساخته که می‌تواند افکار دشمن را بخواند و پیش از حمله آنها دست به دفاع بزند. حال او می‌خواهد تانک را به اعضای کمیته ارتش نشان دهد؛ اما در اصل او قصد دیگری دارد و در پی گرفتن انتقام خون فرزندش از این ژنرال‌های جنگ‌طلب است.

## موسیقی
موسیقی زمینهٔ آن را رهبر ارکستر فرانسوی، پل موریه، تهیه کرده که تنظیم دوباره‌ای از آهنگ ال بیمبو (El Bimbo) است که بدست گروه دیسکوی بیمبو جت ساخته شده‌است.

## جوایز
این فیلم موفق به دریافت دو چایزهٔ زیر شد:
- جایزه اول جشنواره فیلم ایروان (شوروی، ۱۹۷۸)
- انتخاب رسمی جشنواره فیلم ابرهاوسن (آلمان، ۱۹۷۹)